# Acomys nesiotes
Acomys nesiotes е вид бозайник от семейство Мишкови (Muridae).

## Разпространение
Видът е ендемичен за сухите райони на Кипър.